# Charles Green (pilot de bob)
Charles Green   (Pietermaritzburg, 30 de març de 1914 - Owen Sound, 10 d'abril de 1999) va ser un pilot de bobsleigh britànic que va competir durant la dècada de 1930. Va néixer a Sud-àfrica.
El 1936 va prendre part en els Jocs Olímpics de Garmisch-Partenkirchen, on guanyà la medalla de bronze en la prova de prova de bobs a 4 del programa de bobsleigh. Va formar equip amb Frederick McEvoy, James Cardno i Guy Dugdale.
Green va formar part de l'equip britànic que guanyà quatre medalles al Campionat del Món de Bobsleigh entre 1937 i 1939, dues d'or i dues de plata.